# Taylour Paige
Pour les articles homonymes, voir Paige.
Taylour Paige, née le 5 octobre 1990 à Santa Monica en Californie, est une danseuse et actrice américaine.
Elle débute comme danseuse et se produit dans des comédies musicales avant de se faire connaître par le rôle d'Ahsha Hayes dans la série télévisée Hit the Floor (2013-2016).

## Biographie

### Formation et débuts dans la danse
Elle est encore très jeune lorsqu'elle s'inscrit à la Westside Ballet Academy et passe deux étés à la Kirov Academy of Ballet à Washington.
En 2001, elle devient élève de la chorégraphe, réalisatrice, productrice et actrice Debbie Allen, popularisée par Grey's Anatomy. De 2001 à 2009, elle se produit ainsi dans de nombreuses comédies musicales.
En 2008, elle fait de la figuration, en tant que danseuse, dans High School Musical 3 : Nos années lycée.
En 2010, elle devient une Laker Girl à Los Angeles, puis, par la suite, obtient son diplôme de l'Université Loyola Marymount.

### Carrière
C'est durant sa dernière année d'études qu'elle décroche le rôle principal de la série télévisée Hit the Floor. Cette dramédie suit les aventures d'Ahsha Hayes (incarnée par Paige) qui vient d'intégrer une troupe de danse à Los Angeles contre l'avis de sa mère, une ex-vedette d'un groupe populaire.
Les trois premières saisons de la série sont diffusées par le réseau VH1. Lorsque le show est renouvelé pour une quatrième saison, reprise par BET, l'actrice quitte la distribution principale,.
Entre-temps, en 2016, elle apparaît dans deux épisodes de la première saison de la série Ballers portée par Dwayne Johnson et dans un épisode de la saison 13 de Grey's Anatomy. Avant cela, elle joue dans un drame passé inaperçu, Touched, avec Stephen Baldwin.
Au cinéma, elle joue dans la comédie indépendante récompensée au Champs-Élysées Film Festival, Jean of the Joneses de Stella Meghie. Une interprétation pour l'actrice saluée par les célèbres quotidiens américains The Hollywood Reporter et Los Angeles Times.
En 2018, elle joue un second rôle dans le drame Undercover : Une histoire vraie avec Matthew McConaughey. Un film qui s'inspire de la vie de Richard Wershe Jr.
Elle est ensuite choisie pour incarner le rôle principal du drame indépendant Zola,, où elle incarne une danseuse de pole dance.
En 2022, elle apparaît dans l’album de Kendrick Lamar nommé Mr. Morale & the Big Steppers sorti le 13 mai 2022 dans le titre We Cry Together.

## Filmographie

### Cinéma
- 2008 : High School Musical 3 : Nos années lycée de Kenny Ortega : Danseuse (figurante)
- 2015 : Touched de Terrance Tykeem : Gina
- 2016 : Jean of the Joneses de Stella Meghie : Jean Jones
- 2018 : Undercover : Une histoire vraie de Yann Demange : Cathy Volsan-Curry
- 2020 : Le Blues de Ma Rainey (Ma Rainey's Black Bottom) de George C. Wolfe : Dussie Mae
- 2021 : Zola de Janicza Bravo : Zola
- 2022 : Sharp Stick de Lena Dunham
- 2022 : Mack and Rita de Katie Aselton : Carla
- 2023 : The Toxic Avenger de Macon Blair
- 2024 : Le Flic de Beverly Hills : Axel F. (Beverly Hills Cop: Axel F) de Mark Molloy : Jane Foley
- 2024 : Brothers de Max Barbakow :

### Télévision

#### Séries télévisées
- 2013 - 2016 : Hit the Floor : Ahsha Hayes (rôle principal - saisons 1 à 3, 33 épisodes)
- 2015 : Ballers : Theresa (saison 1, épisodes 4 et 6)
- 2016 : Grey's Anatomy : Emma (saison 13, épisode 4)
- 2024 : Les Baxters : Angela Manning (4 épisodes)
- 2025 : Ça : Bienvenue à Derry (It: Welcome to Derry)